# جيورجوس ميركيس
جيورجوس ميركيس (باليونانية: Γιώργος Μερκής)‏ (30 يوليو 1984 بليماسول في قبرص - ) هو لاعب كرة قدم قبرصي في مركز الدفاع. شارك مع منتخب قبرص لكرة القدم. أما مع النوادي، فقد لعب مع أبولون ليماسول ونادي أبويل.

## مسيرته الكروية
لعب جيورجوس ميركيس خلال مسيرته الاحترافية مع ناديين في عشرون موسمًا وسجل خلالها 26 هدفًا ضمن 355 مباراة. حيث فاز في ثلاثة مواسم بالكأس وفي خمسة مواسم بالدوري.
خاض جيورجوس ميركيس مسيرته مع نادي أبولون ليماسول في موسم 2001–02 ليلعب معه خمسة عشر موسمًا، مشاركًا في 252 مباراة سجل خلالها 17 هدفًا. ثم انتقل إلى نادي أبويل في موسم 2015–16 ليلعب معه خمسة مواسم، حيث شارك في 103 مباراة سجل خلالها 9 أهداف.

## وصلات خارجية
- جيورجوس ميركيس على موقع الاتحاد الأوربي (الإنجليزية)
- جيورجوس ميركيس على موقع قاعدة بيانات كرة القدم.إي يو (الإنجليزية)
- جيورجوس ميركيس على موقع ناشيونال فوتبول تيمز (الإنجليزية)
- جيورجوس ميركيس على موقع Soccerway.com (الإنجليزية)
- جيورجوس ميركيس على موقع AS.com (الإسبانية)